# پلوار (کوه)
کوهستان پلوار که همانند دیواری ناحیهٔ جنوبی کویر لوت را از بخش‌های درونی کشور جدا می‌سازد، به صورت رشته‌ای به طول ۱۴۷ کیلومتر از سوی شمال غربی به طرف جنوب شرقی کشیده شده و پهنه‌ای به وسعت ۱۴۵۰ کیلومتر را زیرپوشش قرار داده‌است. این کوهستان از کوه‌ها و قله‌های بسیاری از ارتفاع غالب آن‌ها از ۲۵۰۰ متر بیشتر است، تشکیل یافته و روستاهای فراوانی را در دامنه‌های خود جای داده‌است. بلندترین قلهٔ این کوهستان کوه پلوار نام دارد که در ۴۴ کیلومتری جنوب شرقی کرمان و ۱۸ کیلومتری شرق ماهان قرار گرفته و ارتفاع آن به ۴۲۳۳ متر می‌رسد، مهم‌ترین کوه‌های این کوهستان از سوی شمال به جنوب به ترتیب عبارتند از: تیغه سیاه، تل زرد، تل شورد، دینر، میانکوه، سیاه کوه گورک، ده مانی روز، خرخسرو، گودرچاه و …
از این کوهستان رودهای متعددی سرچشمه می‌گیرند که تعدادی از آن‌ها پس از سیراب کردن روستاها به سوی کویر لوت سرازیر گردیده و در شن‌زارهای آن فرومی‌روند و تعدادی دیگر نیز به سوی غرب روان شده و به رودخانهٔ شور می‌پیوندند. مهم‌ترین این رودها که در دامنه‌های شرقی جریان داشته و به کویر لوت می‌ریزند، از شمال به جنوب عبارتند از: شیرین‌رود، رود حرجند، رود دهن غار، رود خرشگی، رود شهداد، رود درسخت، جفتان، خفتان و … و از جمله رودهایی که به سوی غرب جریان می‌یابند از شمال به جنوب عبارتند از: رودخانهٔ چترود، آب حسین‌آباد و رود سفید.